# Johann Philipp Bronner
Johann Philipp Bronner (Neckargemünd, 11 de febrero de 1792 - Wiesloch, 4 de diciembre de 1864) fue un farmacéutico, enólogo agrónomo, y botánico alemán, de la primera mitad del siglo XIX.

## Biografía
Era hijo de un farmacéutico, estudió en Durlach, Baden en la Facultad 'Salzer', y en 1815, dio el examen estatal en farmacia.
En 1816, se casó con una amiga de la infancia N. Märklin, hija del farmacéutico Wieslocher Friedrich Märklin. En el mismo año se hizo cargo de la farmacia de su padre, en Wiesloch. Entre 1816 y 1822 nacieron sus cuatro hijos. Su esposa murió con sólo 33 años.
En 1829 se casó con una viuda, hija del pastor evangélico de Biebelnheim, Alzey, Elisabetha (Lisette) Heddaeus, que era prima de su difunta esposa. Tuvo cuatro niños de ese segundo matrimonio, entre 1830 a 1835.

## Viticultura pionera
Por casualidad llegó a la viticultura. Escribe en el prefacio de su primer libro  Die Verbesserung des Weinbaus…, (La mejora de la viticultura ...), publicado en 1830, había adquirido, en 1826, en Wiesloch, una finca donde comenzó la viticultura. Con mucho esfuerzo y costos se hizo de la superficie cultivada. Para llegar a conocer el vino, entrevistó a bodegueros del área; y después de tomar consejo, visto mucho y también se formó en las regiones vinícolas del Palatinado y de Rheingau. En su explotación, probó varios métodos de corte y estableció un vivero cuasi-patrón. Así, tomaron con el tiempo proporciones considerables. Cerca de 400 diferentes variedades de uva se mantuvieron en un campo de más de 100 mil vides. El sitio de 40 ha ahora es utilizado por el Centro Psiquiátrico del Norte Baden.

## Algunas publicaciones
- Die Verbesserung des Weinbaus durch praktische Anweisung den Rießling ohne Pfähle zu erziehen (Para la mejora de la viticultura a través de la instrucción práctica en Rießling), 85 pp.

## Eponimia
Especies
- (Rosaceae) Rosa bronneri Dierb.[1]
- (Vitaceae) Vitis bronneri Jord.[2]